# Neohaematopinus citellinus
Neohaematopinus citellinus är en insektsart som beskrevs av Ferris 1942. Neohaematopinus citellinus ingår i släktet Neohaematopinus och familjen ledlöss. Inga underarter finns listade i Catalogue of Life.